# Ісідора Жебелян
Ісідора Жебелян (27 вересня 1967 року — 29 вересня 2020 року) — сербська композиторка і диригент.

## Біографія
Ісідора Жебелян вивчала композицію на музичному факультеті в Белграді у Властимира Трайковича. Вона була професором композиції на тому ж факультеті з 2002 року.
Міжнародну увагу вона привернула своєю оперою «Зора Д.», яку замовив Лондонський фонд «Генеза». Прем'єра опери відбулася в Амстердамі в 2003 році під керівництвом Девіда Пантні та Ніколи Рааб. Ця ж постановка відкрила 50-й сезон Віденської камерної опери в 2003 році.

## Творча діяльність
Ісідора Жебелян отримувала замовлення від важливих установ та фестивалів, таких як:
- Венеціанська бієнале (Коні Святого Марка, ілюмінація для оркестру, 2004),
- Брегенцкий фестиваль (опера «Марафон»),
- Фонд Genesis, Лондон (для відкриття виставки Білла Віоли «Пристрасть» у Національній галереї в Лондоні в 2003 році),
- Кентський університет, Вона складала твори для музичних ансамблів, таких як Вінерський симфонікер, Академія Св. Мартіна в полях, квартет Бродського, Берлінський філармонічний октет, Голландський камерний хор та лондонський Брас. Її композиції регулярно виконувались по всій Європі, Ізраїлі, США та Азії, включаючи Венеціанську бієнале, Фестиваль в Брегенці, Фестиваль міста Лондон, Фестивалі ISCM (Гетеборг, Вроцлав), Фестиваль Classique Гаага, Фестиваль мистецтв Голуею, Талліннське літо Музичний фестиваль, WDR-Musikfest, Settembre musica Milano-Torino, Ultima Festival (Осло), Swaledale Festival, Walled City Music Festival, Dulwich Music Festival (Велика Британія), Eilat Festival (Єрусалим), Festival Nous Sons (Барселона), Festival L ' Est (Мілано), фестиваль Crossing Border (Нідерланди), Settimana Musicale Senese, музична бієнале Загреб, BEMUS (Белград) тощо. Серед ансамблів та музикантів, які виконували музику Ісидори Жебелян, є Гетеборзький симфонічний оркестр, Симфонічний оркестр RAI Torino, Real Filharmonía de Galicia, Філармонічний оркестр Яначка, Neue Philharmonie Westfalen, No Borders Orchestra, Lutosławski Quartet, Nieuw Ensemble Амстердам), ансамбль Zagros (Гельсінкі), ансамбль Sentieri selvaggi (Мілан), диригенти Пол Даніель, Клаудіо Скімоне, Девід Порцелейн, Крістоф Поппен, П'єр-Андре Валаде, піаністи Кіоко Хашимото та Олександр Маджар, хорніст Стефан Дор, кларнетисти Джоан Енрік Ленрік Алессандро Карбонаре, скрипаль Деніел Роуленд та інші.

Ізідора Жебелян була однією з найвидатніших сербських композиторів театральної та кіномузики. Вона написала музику для понад тридцяти театральних постановок у всіх театрах Сербії, Норвегії, Хорватії та Чорногорії. За свою роботу в галузі театральної музики вона була тричі нагороджена премією Стерії. Її також чотири рази нагороджували премією «Бієнале сценографії» Юстата за найкращу театральну музику. Крім того, Ісідора Жебелян працювала над низкою кінофільмів, включаючи оркестрування музики Горана Бреговича для фільмів «Час циган», «Аризонська мрія і підземка» (режисер Емір Кустуріца), «Ла Рейн Марго» (режисер Патріс Шеро) та Поцілунок змії (режисер Філіп Русело). Вона написала музику до фільму Мілоша Радівовича «Як мене вкрали німці». Вона була нагороджена Премією кінофестивалю в Сопоті в 2011 році (Сербія) та премією FIPRESCI Сербської кіноасоціації в 2012 році.
Ісідора Жебелян також регулярно виступала як виконавиця (диригент та піаністка) власних творів та творів інших, переважно сербських композиторів. Диригувала концертами в Лондоні (з Академією Св. Мартіна на полях) та в Амстердамі (Muziekgebouw aan 't IJ), виступала як піаністка у квартеті Бродського.
У 2017 році Ісідора Жебелян підписала Декларацію про спільну мову хорватів, сербів, боснійців та чорногорців.
Вона померла 29 вересня 2020 року в Белграді, Сербія.

## Записи
У 2012 році лейбл CD Classic Produktion Osnabrück (CPO) з Німеччини випустив компакт-диск з її оркестровою музикою. У 2015 році цей же лейбл випустив компакт-диск з її камерною музикою для струнних струн, яку виконував квартет Бродського (CPO 777994-2). У 2013 році лейбл Oboe Classics з Лондона випустив компакт-диск Balkan Bolero з її камерною музикою для вітрів (11 композицій). Інші компакт-диски з музикою Ісідори Жебелян випускали лейблі компакт-дисків Deutsche Grammophon (The Horses of Saint Mark by No Borders Orchestra), Chandos Records (Велика Британія), Mascom Records (Сербія), Acousense (Німеччина) тощо.

## Музика
Ексклюзивним видавцем її музики є Ricordi-Universal.

### Партитури фільмів
- Як мене вкрали німці, режисер Мілош Радівоєвич, 2010 — для віолончелі та фортепіано
- Не знаю, коли і як чи де, документальний фільм режисера Желіміра Гвардіола, 1993 — для скрипки, альт-саксофона, фортепіано та контрабаса
- Великий малий випуск, режисер Міна Станоєвич, 1990 — для жіночих та чоловічих голосів, електрогітари, фортепіано та барабанів
- Марія як ти, режисер Міна Стоянович, 1986 — для жіночого голосу, електрогітари, фортепіано та барабанів

### Значні твори
- Опери: Зора Д ; Марафон ; Симон, Обраний ; Дві голови і дівчина ; Симон-найденець
- Оркестрова музика: Коні Святого Марка ; Гудіти геть, гудіти струни ; Escenas picaras ; Безлюдне село
- Оркестрова музика з солістами: Руковець, п'ять пісень для сопрано та оркестру; Нові пісні «Лада», для сопрано та струнного оркестру (або струнного квартету); Танець дерев'яних паличок для валторни (або cor anglais) та * струнного оркестру (або струнного квінтету); Пайп і Фламінго, концерт для кларнета та оркестру
- Камерна музика: Пісня мандрівника вночі, для кларнету та струнного квартету; Квартет «Поломка», для струнного квартету сюїта для віолончелі (або кор-англі) та фортепіано; Голковий суп, для октету
- Вокальна музика: Latum lalo, для змішаного хору; Підбадьорте, фантазія для сопрано та камерного ансамблю; Коли Бог створив Дубровник, пісня для меццо-сопрано та струнного квартету
- Фортепіанна музика: Umbra, Il Circo

## Нагороди
- Премія Парламентської Асамблеї Середземномор'я на знак визнання її мистецьких досягнень у музичній галузі в регіоні Середземномор'я, 2014 рік.
- Нагорода журналу Musica Classica за найкращого композитора року 2013 (за оперу «Дві голови та дівчина»), 2014 рік.
- Дійсний член Сербської академії наук і мистецтв., 2012.
- Нагорода за найкращу оригінальну партитуру на 40-му кінофестивалі в Сопоті (Сербія) за фільм «Як мене вкрали німці», режисер Мілош Радівоєвич, 2011 рік.
- Щоденні газети «Белград» оголосили Ісидору Жебелян людиною десятиліття в музиці, 2010 рік.
- Берлінський щотижневий журнал Der Freitag включив до списку Ісидору Жебелян десять найбільш перспективних громадських діячів у світі за 2009 рік.
- Нагорода Стерії на 51-му театральному фестивалі «Стерія» (Новий Сад) за оригінальну партитуру п'єси Білкани Срблянович «Скакавці», постановка Югославського драматичного театру, Белград, 2007.
- Обраний наймолодшим членом Сербської академії наук і мистецтв, 2006 р.[11]
- Нагорода творчості Горького за творчість у культурі та мистецтві, 2005.
- Стипендія Фонду Чівітелли Ранінері, Нью-Йорк, 2005.
- Нагорода «Стеван Мокраняц» — Сербська урядова музична премія за оперу «Зора Д», 2004 рік.
- Гран-прі ЮСТАТ — Четверта бієнале театрального дизайну за оригінальну партитуру для вистави "Чудо в Шаргані " Любомира Симовича, постановка театру «Ательє 212», Белград, 2002.
- Премія Фонду Василія Мокранця, Белград, за композицію «Руковець», п'ять пісень для сопрано та оркестру, 2001..
- Нагорода Стерії на 45-му театральному фестивалі «Стерія» (Новий Сад) за оригінальну партитуру за виставу «Шлях Єгора» Віди Огньонович, постановка Будванського міського театрального фестивалю, Чорногорія, 2001.
- Гран-прі за оригінальну партитуру за виставою " Три мушкетери " Олександра Дюма / Стевана Копривіці на Фестивалі дитячого театру, Котор, Чорногорія, постановка театру «Бошко Буха», Белград, 2000.
- Гран-прі ЮСТАТ — Третя бієнале театрального дизайну за оригінальну партитуру спектаклю «Леонс і Лена» Георга Бюхнера, постановка Будванського міського театрального фестивалю та Югославський драматичний театр, Белград, 2000.
- Нагорода Стерії на 42-му театральному фестивалі «Стерія» (Новий Сад) за оригінальну партитуру спектаклю «Мовна перешкода» Горана Марковича, постановка Національного театру, Белград, 1998.
- Гран-прі ЮСТАТ, Друга бієнале театрального дизайну за оригінальну партитуру, 1998 рік.
- Гран-прі ЮСТАТ, Перша бієнале театрального дизайну за оригінальну партитуру для вистави «Людина — це людина» Бертольда Брехта, постановка Белградського драматичного театру, 1996.